# Sadankheri
Sadankheri fou un estat tributari protegit, un thakurat garantit pels britànics, a l'agència de Bhopal, governat per un thakur rajput bargujar. Tenia una superfície de 5 km² i una població el 1881 de 630 habitants.